# 耳針
耳針（英語：Auriculotherapy），由法國醫師諾吉爾（Paul Nogier）在1957年提出的治療方法。他提出耳部反射區的原理，認為耳朵類似於嬰兒胚胎形狀，因此耳朵的每個部位，都對應到特定的身體區域。因此，只要在特定的區域，以針刺激，就能達到治療的效果。
中醫學者認為這個理論是受到中國針灸的影響，很快就採用了這個技術，並且建立耳部穴道理論。

## 歷史
法國醫師諾吉爾（Paul Nogier）在1957年在《德國針術雜誌》發表〈形如胚胎倒影式的耳穴分佈圖譜〉，正式建立耳針療法，很快就在德國針灸界流傳開來。他之後又發表了《耳療法》（Treatise of Auriculotherapy）。
1970年代，張穎清在中國發表生物全息診療法，利用西方反射區的概念，作為中醫科學化的基礎。耳針被認為是生物全息療法的一環，引進中醫界。
基於諾吉爾的基礎，中國中醫學者很快在耳朵發現了許多穴位，也在古代醫籍找到它的中醫根據，將其吸納，認定它是傳統針灸療法的一部份。